# John Ward (compositore)
John Ward (Canterbury, 1571 – 1638) è stato un compositore inglese.

## Biografia
Fu cantore alla Cattedrale di Canterbury ma si trasferì poi a Londra dove fu al servizio di Sir Henry Fanshawe avvocato e musicista.
Ward compose madrigali, pezzi per consort di viole, musiche liturgiche e anthem. I suoi madrigali sono notevoli per la bellezza dei testi, ariose melodie e originalità.
Si sposò ed ebbe tre figli. Nel 1636 si trasferì ad Essex e morì a Ilford Magna nel 1638. 

## Opere (parziale)
- Come, sable night
- Hope of my heart
- My breast I'll set upon a silver stream
- Out from the vale
- Satyr once did run away